# Flink
Flink est un jeu vidéo de plates-formes édité par Psygnosis en 1994 sur Mega Drive et Mega-CD. Le jeu est sorti sur Amiga CD32 en 1995.

## Équipe de développement
Flink a été créé par le graphiste hollandais Henk Nieborg et le programmeur autrichien Erwin Kloibhofer, d'anciens membres de Thalion qui ont précédemment développé Lionheart (1993).
- Conception du jeu et graphismes : Henk Nieborg
- Programmation : Erwin Kloibhofer
- Musique : Matthias Steinwachs
- Effets sonores : Tim Wright
- Sound Coordination : Phillip Morris
- Sound Driver : Mike Clarke
- Producteur : Greg Duddle

## Exploitation
Flink est commercialisé fin 1994 sur Mega Drive en Europe et sur Mega-CD, à la fois en Europe et aux États-Unis. À l'époque la part de marché de la console de Sega est en baisse et, malgré des critiques positives de la presse spécialisée, le jeu est sous-marketé selon Nieborg. La version Amiga CD32 sort début 1995 en Europe (25 £). Les créateurs ont ensuite réalisé The Adventures of Lomax (1996), un jeu de plates-formes au style graphique similaire.
- Amiga Dream 92% • Amiga Format	71% • C+VG 68% • Consoles + 93% • CU Amiga	87% • Joypad 94% • Player One 91% • Supersonic 92%